# Tristán el Joven
Tristán el Joven es un libro de caballerías español impreso en Sevilla en 1534. Es una continuación de la obra francesa Tristán de Leonís, cuya traducción española había alcanzado gran popularidad, y se publicó junto con una de sus reimpresiones. Su título original era Crónica nuevamente emendadada del buen caballero don Tristán de Leonís y del rey don Tristán de Leonís el joven, su hijo. No se indica el nombre de su autor; el erudito Pascual de Gayangos y Arce sugirió que podría haber sido Juan Díaz, autor del segundo Lisuarte de Grecia, pero la hipótesis parece improbable, ya que Díaz dedicó el Lisuarte al Rey de Portugal y el anónimo autor de Tristán el joven siempre se refiere en forma bastante negativa a los caballeros portugueses.
Aunque el protagonista de Tristán el joven es hijo del Tristán más conocido, el libro tiene muy poco que ver con el ciclo artúrico, y el Rey Arturo aparece solamente en los capítulos iniciales de la obra, cuando arma caballero a Tristán el joven. La mayor parte de las aventuras de Tristán el joven transcurren en España, donde se convierte en caballero de la infanta doña María, hermana del rey español Juan. Tras muchas gloriosas hazañas, varias de ellas en combate contra los moros, el paladín logra alcanzar la mano de la infanta, mientras el rey Juan se casa con su hermana Isseo.